# مرحاض سهل الوصول

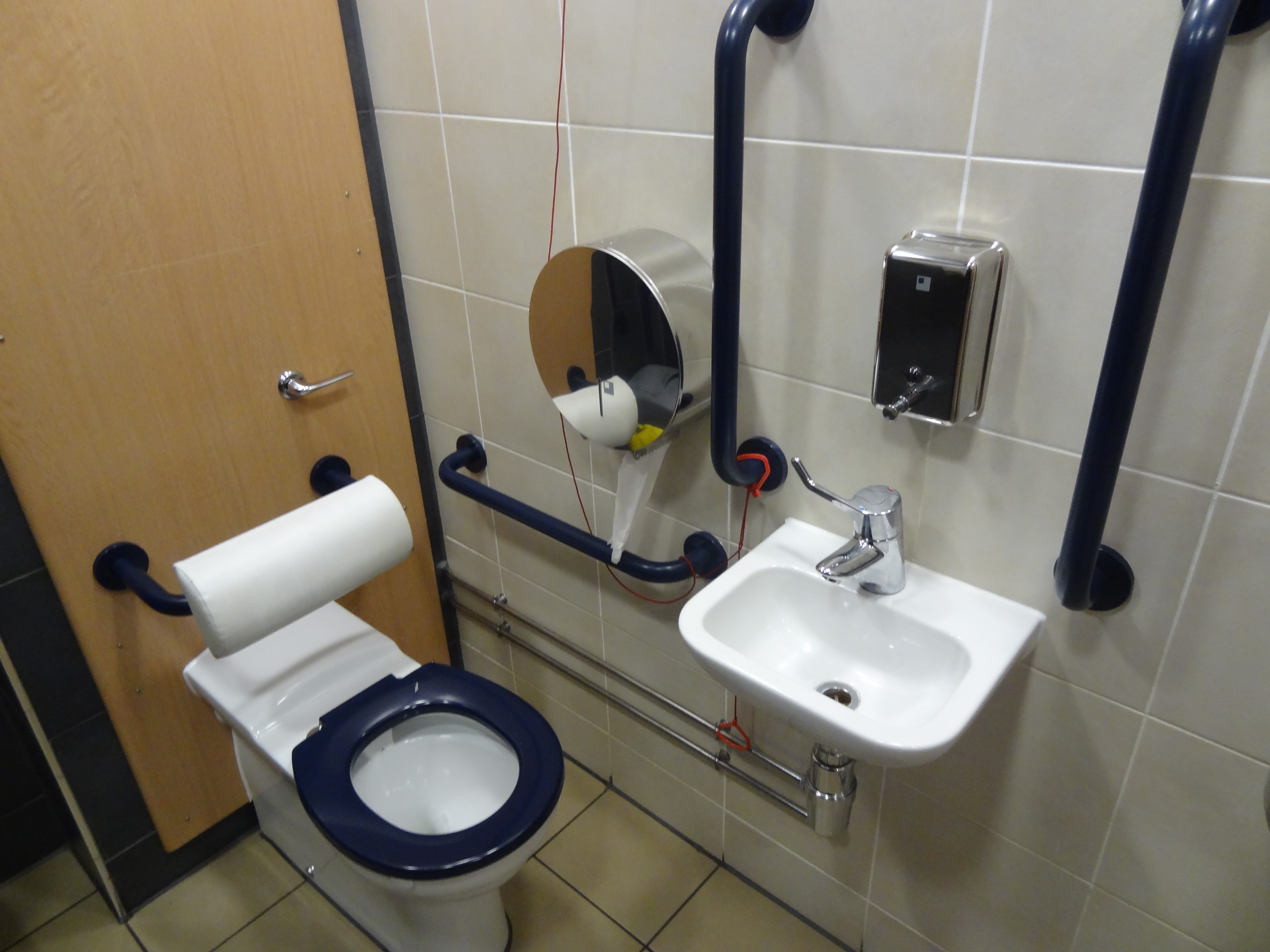
مرحاض سهل الوصول في مطعم ماكدونالدز ببريطانيا

المرحاض سهل الوصول هو مرحاض خاص مصمم لاستيعاب الأشخاص ذوي الإعاقة الجسدية.
فالمراحيض والحمامات العامة يمكن أن تمثل تحديات في إمكانية الوصول للأشخاص ذوي الإعاقة، مثل هؤلاء الذين يستخدمون الكراسي المتحركة. وربما لا تكون أماكن المراحيض مناسبة للكراسي المتحركة، وقد يكون الانتقال بين الكرسي المتحرك ومقعد المرحاض صعبًا. وتم تصميم المراحيض سهلة الوصول لمعالجة هذه المشاكل من خلال توفير مساحة أكبر ومساند يستند عليها الشخص وتقيه من الوقوع ؛ يستند المستخدمون عليها خلال عمليات الانتقال. كما صممت دورة المياه في تلك المراحيض لتكون سهلة الاستعمال.

## المتطلبات القانونية
توجد لدى بعض البلدان متطلبات خاصة بالمراحيض العامة لضمان سهولة الوصول. ففي الولايات المتحدة يجب إنشاء معظم الأماكن الخاصة بالاستخدام العام وفقًا لمعايير ADA الخاصة بسهولة الوصول. وفي المملكة المتحدة، ينص قانون التمييز ضد المعوقين لعام 2005 على أن تقوم المؤسسات والشركات بإجراء تعديلات لتلبية احتياجات الأشخاص ذوي الإعاقة.

### التوصيات الواردة في المتطلبات القانونية
أصبحت التوصيات التالية أكثر شيوعًا في مرافق المراحيض العامة، كجزء من التوجه نحو التصميم الشامل:
- إنشاء المرحاض على ارتفاع الكرسي المتحرك لمساعدة المستخدم على دخول المرحاض والخروج منه وتزويده بمقابض (أشرطة للإمساك)؛
- إنذار لحالات الطوارئ، على شكل حبل يصل إلى الأرض ومتصل بجرس ومصباح أحمر وميضي
- بالوعة ومجفف يد بارتفاع الكرسي المتحرك؛
- أبواب بعرض الكرسي المتحرك تؤدي إلى المرحاض، بحيث تتيح مساحة كافية للكرسي المتحرك عندما يكون الباب مفتوحًا.

وتحتاج المراحيض سهلة الوصول إلى مساحة أرضية أكبر من دورات المياه الأخرى لإتاحة المجال لحركة الكرسي المتحرك. وهذه المساحة مفيدة أيضًا للأشخاص الذي لا يستخدمون بالضرورة الكراسي المتحركة ولكنهم بحاجة إلى الدعم الجسدي من الآخرين. ويوصى أيضًا بوجود منضدة تغيير المناشف بارتفاع الكرسي المتحرك، ولكنها نادرًا ما تكون متاحة. ومنضدة تغيير المناشف سهلة الوصول هي منضدة منخفضة وسهلة الوصول لمستخدمي الكراسي المتحركة وطويلة بشكل كافٍ للشخص الذي يقوم بالرعاية للطفل الأكبر سنًا أو البالغ الذي يعاني من إعاقة.

### أمثلة على تصميم المراحيض سهلة الوصول

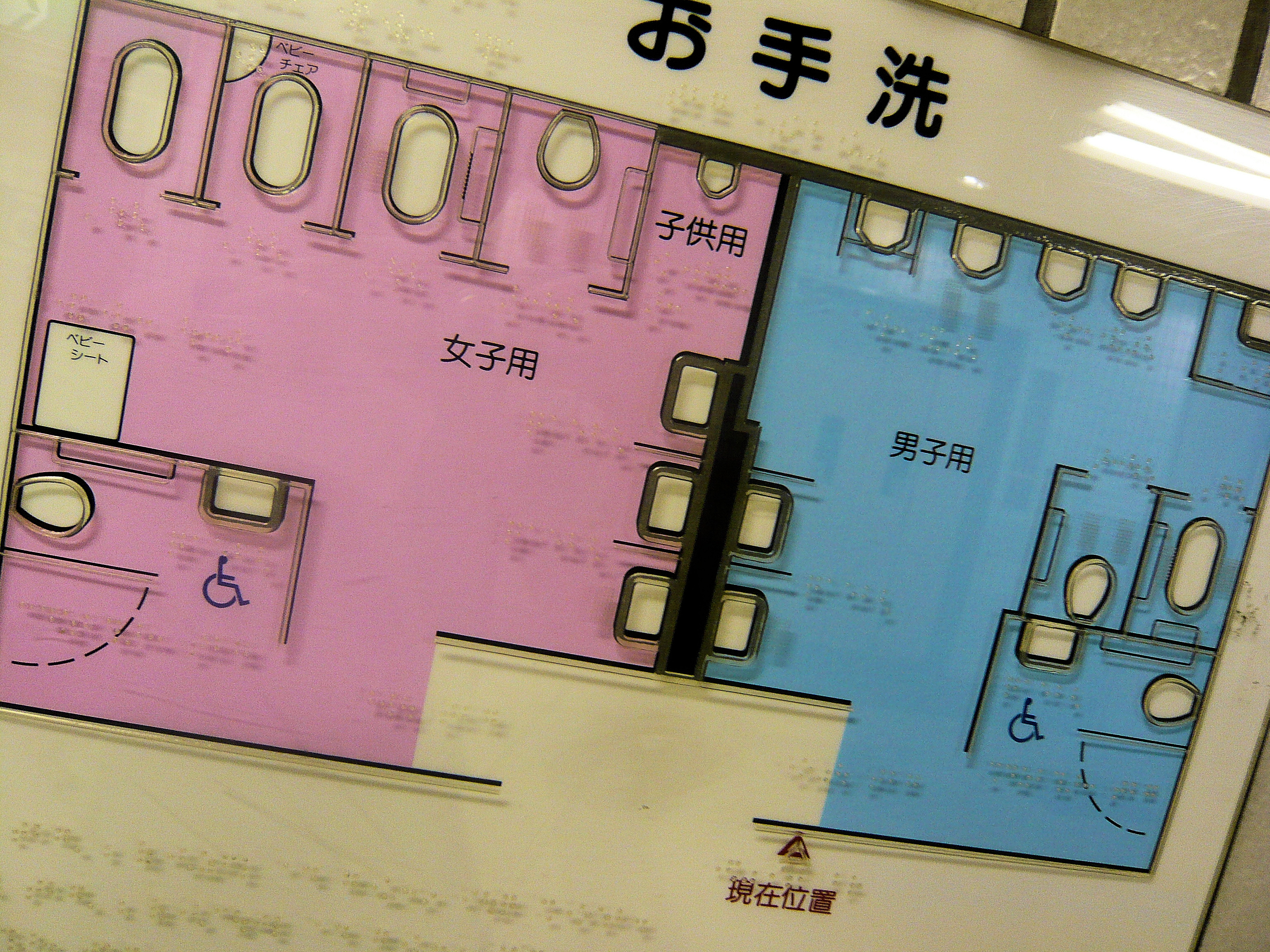
لافتة عليها خريطة برايل خاصة بأحد المراحيض العامة في كيوتو، اليابان.
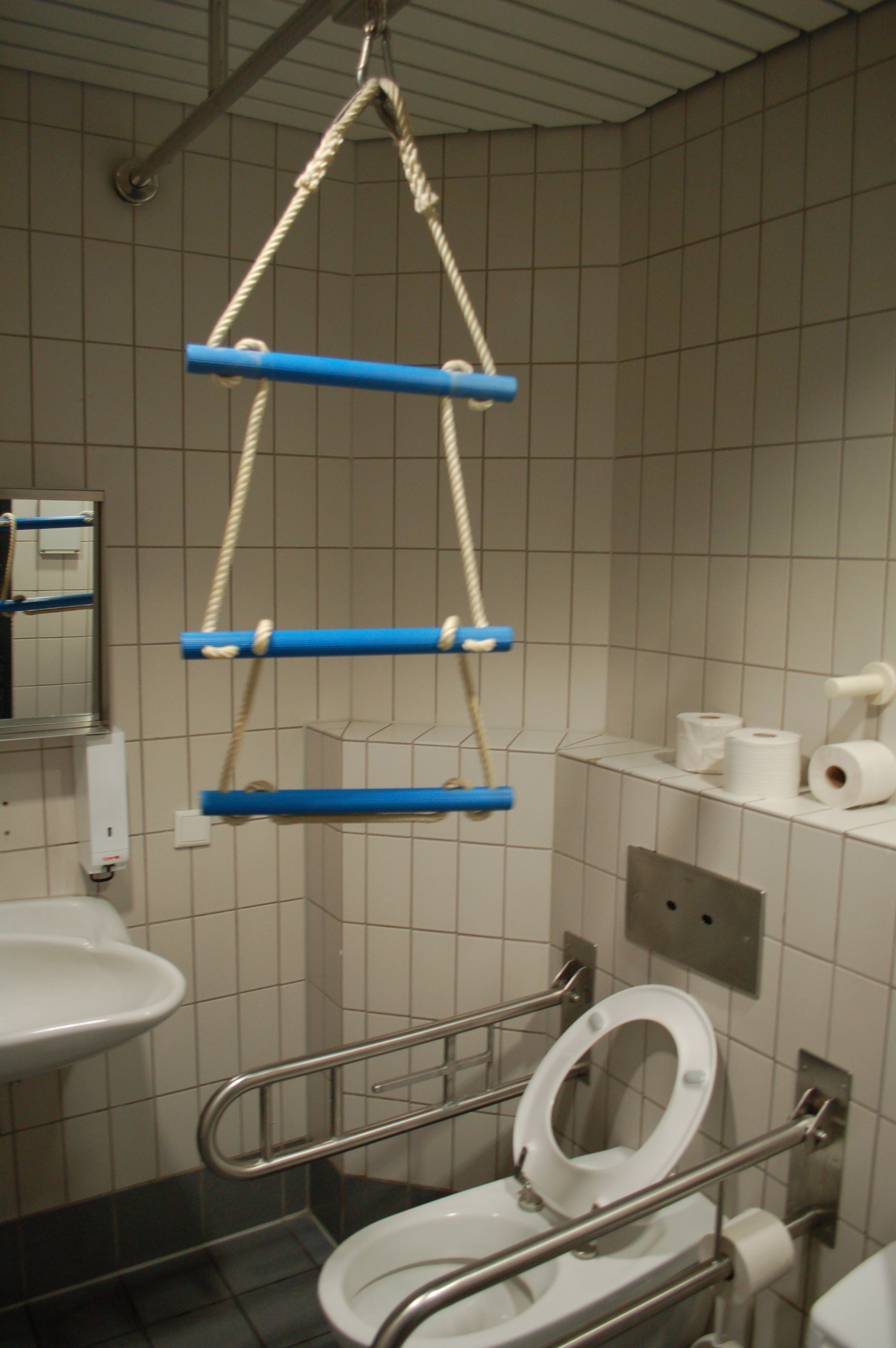
مساند دعم متحركة فوق الرأس في أحد المراحيض العامة سهلة الوصول في فرانكفورت، ألمانيا.
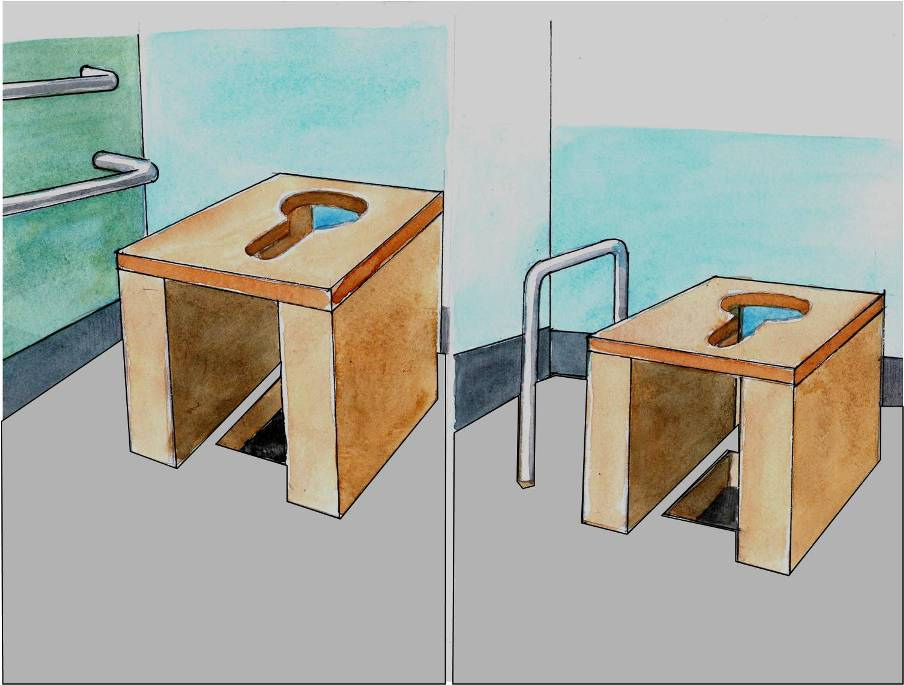
تصميم مرحاض سهل الوصول خاص بمدرسة به مساند حديدية ومقعد خشبي متحرك. تنزانيا.
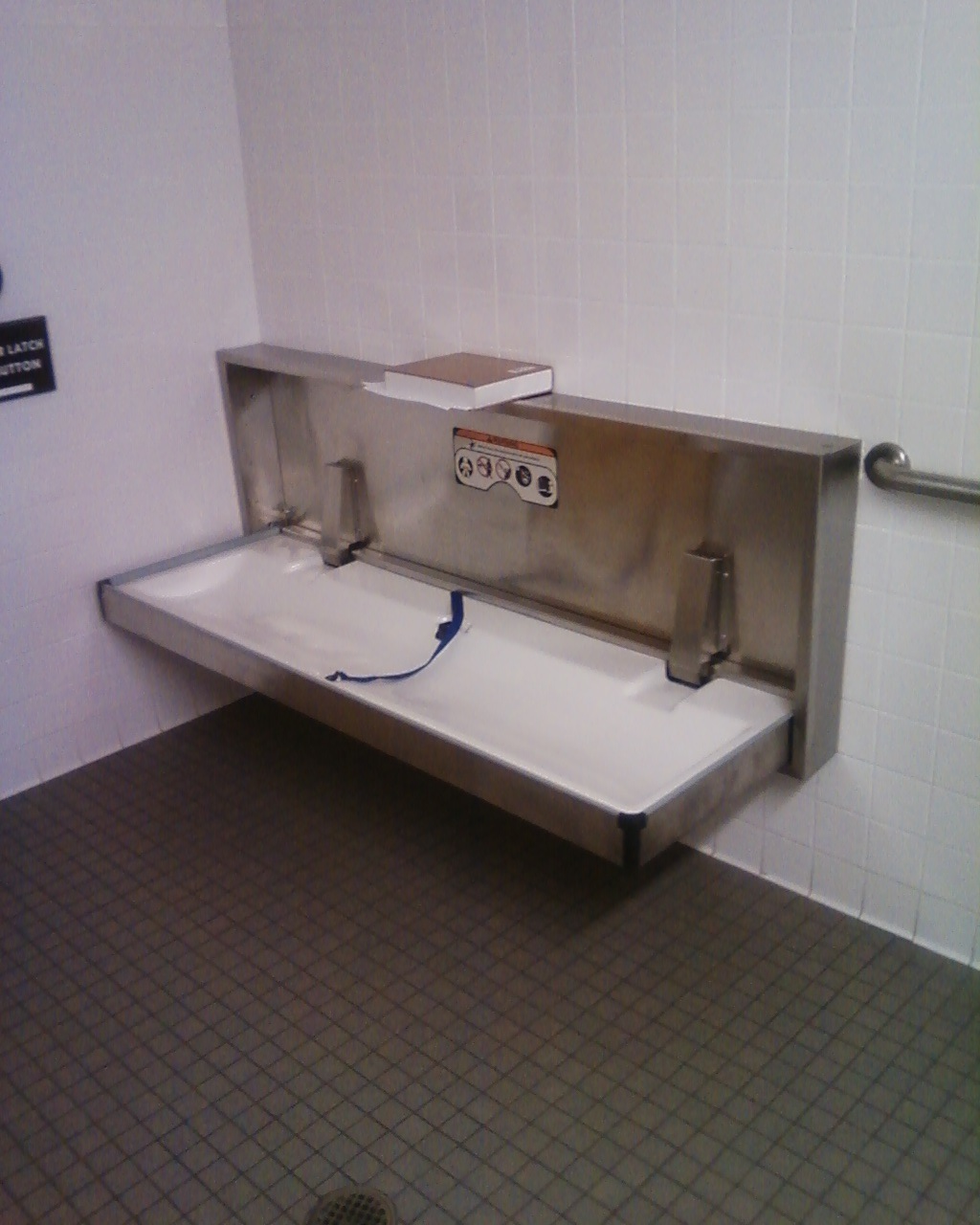
منضدة تغيير الديابر خاصة بأحد المراحيض العامة، الولايات المتحدة.